# Saint-Laurent-de-Muret
Saint-Laurent-de-Muret – miejscowość i gmina we Francji, w regionie Oksytania, w departamencie Lozère. W 2013 roku populacja gminy wynosiła 190 mieszkańców. Przez gminę przepływa rzeka Bès, natomiast w pobliżu osady Taupinet swoje źródła ma Piou. 